# Ципріян Бжостовський
Ципріян Павло Бжостовський або Кипріян Павло Берестовський (пол. Cyprian Paweł Brzostowski; герб Стремено; пом. 8 червня 1689) – воєвода Троцький (1684), каштелян Троцький (1681), писар великий литовський (1657 – 1672), референдар литовський (1650 – 1681), писар декретовий литовський (1645) регент канцелярії великий литовський (1640), віленський стольник (1642), секретар королівський (1645), дипломат, посол у Москві (1667 та 1679), директор Троцького передсеймового сеймику (1685).

## Життєпис
Кипріян Павло Бжостовський (Берестовський) був членом численних сеймів Речі Посполитої під час правління Яна ІІ Казимира, Міхала Корибута Вишневецького та Яна III Собеського. Будучи депутатом сейму у 1659 та 1661 , Бжостовський був депутатом податкового трибуналу Великого князівства Литовського.
Багато разів брав участь в закордонних місіях, у тому числі у 1663–1664 та 1667. Бжостовський також брав участь у перемовинах з Московським царством, які закінчилися підписанням Андрусівського перемир’я.
У 1671–1672 та 1679 брав участь у місії в Москві, у дипломатичних перемовинах стосовно війни Російської імперії проти Туреччини, що виявилися безуспішними.
Посол слонімського повіту на Варшавському з'їзді та сеймі пацифікаційному (1673).
Посол мінського сейміку в Оршанському повіті до весняного (1666) та осіннього сейму (1666).
На звичайному сеймі (1670) призначений комісаром від сенату Речі Посполитої для утримання Війська Великого Князівства Литовського.
Під час виборів 1674  висунув кандидатуру царевича Федора Олексійовича. Курфюрст Яна III Собеського від Ошмянського повіту (1674). Член коронаційного сейму (1676) .
У 1684 – воєвода Троцький.
Дружина – Рачела Раєцька, син – Ян Войцех (нар. 1646).